# Modrý Kameň
Modrý Kameň (węg. Kékkő) – miasto w południowej Słowacji w kraju bańskobystrzyckim (powiat Veľký Krtíš).
Liczy 1555 mieszkańców (2011). Najmniejsze miasto Słowacji pod względem liczby ludności.
Od strony północnej nad miastem wznosi się zamek Modrý Kameň, w którym obecnie mieści się Oddział Słowackiego Muzeum Narodowego - Muzeum Sztuk Lalkarskich i Zabawek (słow. Slovenské národné múzeum – Múzeum bábkarských kultúr a hračiek, hrad Modrý Kameň).

## Miasta partnerskie
- Opatów